# SK Aich/Dob
Der SK Aich/Dob, offiziell SK Zadruga Aich/Dob ist ein Volleyball-Verein in Kärnten, dessen Männermannschaft in der ersten österreichischen Liga, in der mitteleuropäischen Liga MEVZA und in der Champions League spielt. Neben der Profi-Mannschaft spielt je eine Frauen- und Männermannschaft in den unteren Ligen. Zusätzlich wird Breitensport und Nachwuchsförderung mit einer Hobbymannschaft und insgesamt 20 Nachwuchsmannschaften betrieben.

## Geschichte

### Gründung

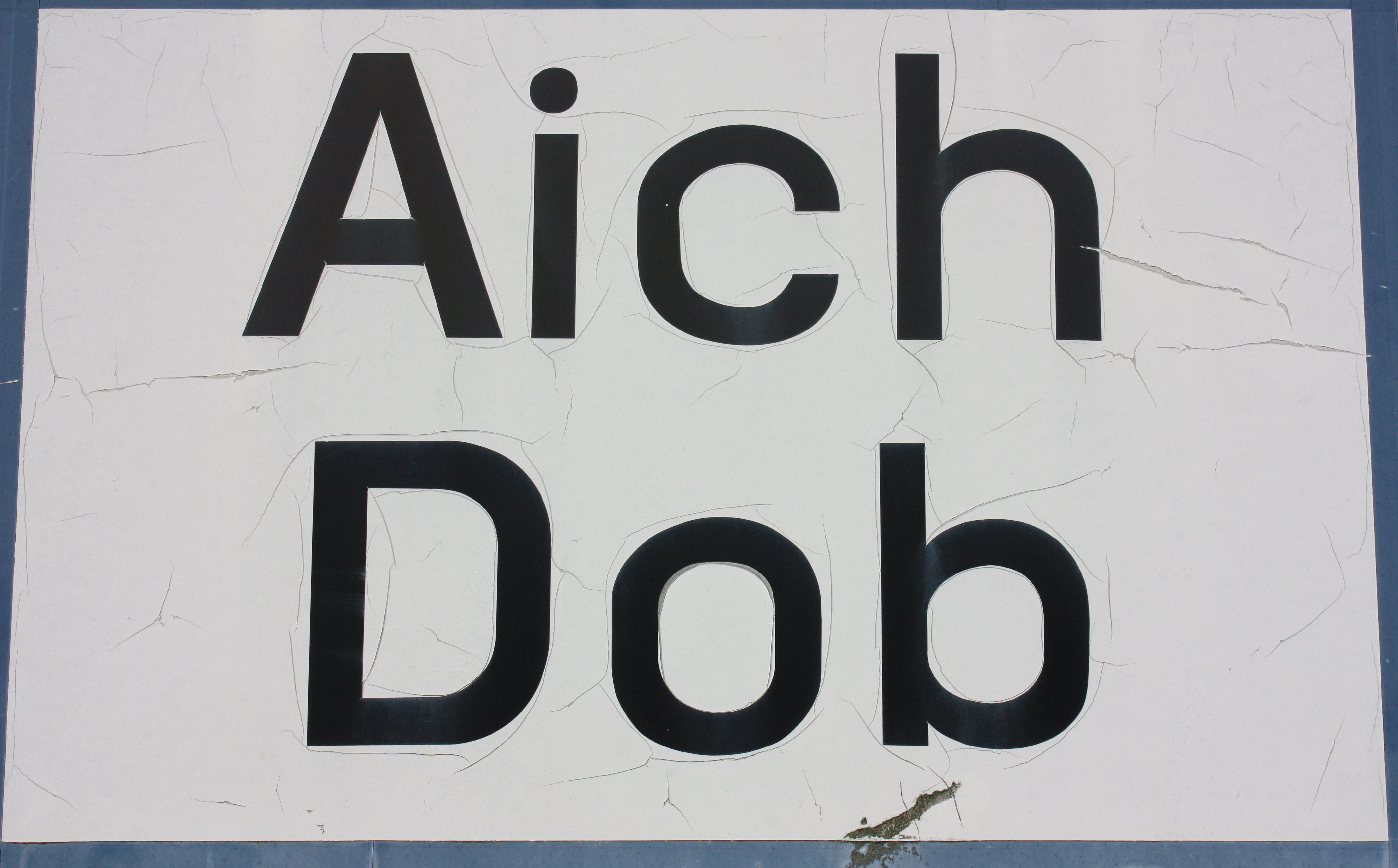
Zweisprachige Ortstafel

Der Verein wurde 1982 in der Katastralgemeinde Aich, welche der Stadtgemeinde Bleiburg angehört, gegründet. Dob ist der slowenische Name von Aich und wird in der zweisprachigen Gemeinde gleichberechtigt verwendet. Aich hat nur 138 Einwohner (Stand 1. Jänner 2025).
Die Idee zur Vereinsgründung hatten 20 Jugendliche während eines Urlaubs, in dem sie auf einem Hof einen Ball über ein quer gespanntes Seil spielten. Der ehemalige Volleyball-Nationalteamspieler Gerhard Kitzinger zog in dieser Zeit nach Aich und machte den Sport populär. Anfangs verfügte der Verein auch über eine Tischtennisabteilung.
Martin Micheu stieß 1987 mit 17 Jahren zum Verein, anfangs als Spieler, seit 2012 fungierte er als Trainer, später übernahm er das Amt des Sportdirektors.
Erstmals stieg der Verein 1991 in die erste österreichische Liga auf. Dieser Aufstieg gelang mit nahezu ausschließlich einheimischen Spielern. Seitdem wurde immer einer der ersten sechs Plätze erreicht. Nachdem in den Jahren 2011 und 2012 die Vizemeisterschaft gelungen war, wurde SK Aich/Dob 2013 erstmals Meister. Diese Erfolge wurden laut Aussagen des Vereins durch das Engagement von Sportdirektor Martin Micheu erreicht.
Neben der Profimannschaft erreichten die Frauen- und die Männermannschaft in den 2. Bundesligen und Landesligen zahlreiche Meistertitel und Cupsiege sowie gute Platzierungen. Mit seinen 20 Jugendmannschaften ist der Verein im Umkreis rund um Bleiburg in der Nachwuchsförderung engagiert und erreichte mit diesen zahlreiche Titel.
Namenshistorie
- 1982: SK Aich/Dob
- 1997/98: SK Puntigamer Aich/Dob, Sponsor: Brauerei Puntigam
- 2001/02–2005/06: SK Zadruga Aich/Dob, Sponsor: Zadruga Market GmbH[5][6][7][8][9]
- 2006/07–2018/19: SK Posojilnica Aich/Dob, Sponsor: Posojilnica Bank[10]
- seit 2019/20: SK Zadruga Aich/Dob, Sponsor: Zadruga Market GmbH[11]

### Meisterschaft und Pokal
Schon drei Jahre nach seiner Gründung wurde Aich/Dob in der Saison 1985/86 Kärntner Meister und stieg in die zweite Spielklasse auf. Fünf Jahre später, 1990/91, schaffte der Verein den Sprung in die 1. Bundesliga. In der Saison 1996/97 belegten die Jauntaler den vierten Platz und qualifizierten sich für die erste Teilnahme an einem europäischen Bewerb. Der Verein wurde insgesamt sechsmal Vizemeister und zweimal österreichischer Meister.

### MEVZA
- 2006: nicht qualifiziert
- 2007: nicht qualifiziert
- 2008: 4. Platz
- 2009: 4. Platz
- 2010: 5. Platz
- 2011: 4. Platz
- 2012: 5. Platz
- 2013: 2. Platz
- 2014: 2. Platz
- 2015: 2. Platz
- 2016: 4. Platz
- 2017: 5. Platz
- 2018: 1. Platz
- 2019: 2. Platz

### Europapokal
| | Bewerb                                                        | Gegner | Ergebnis                                                                         | Final-Four      |
| --- | ------------------------------------------------------------- | --- | -------------------------------------------------------------------------------- | --------------- |
| 1997/98 | Volleyball European CEV Cup                                   | Q: Bosna Kalesija Q: Turnier 5: Slavia Sofia Ribnica Kraljevo Strumica Strumica                                 | Q: 3:0, 2:3 Q: Turnier 5: 4. Platz                                               | nicht erreicht  |
| 1998/99–1999/2000 | keine Teilnahme                                               | keine Teilnahme                                                                                                 | keine Teilnahme                                                                  | keine Teilnahme |
| 2000/01 | Volleyball European CEV Cup                                   | Q: Turnier 3 (Aich/Dob): Tourcoing Lille Métropole OK Bihac Volley 80 Petange                                   | Q: Turnier 3: 2. Platz                                                           | nicht erreicht  |
| 2001/02 | Volleyball European CEV Cup                                   | Q: Turnier 11 (Zlín): Hapoel Yoav Kfar Saba Fatra Zlín OK MTB Maribor                                           | Q: Turnier 11: 2. Platz                                                          | nicht erreicht  |
| 2002/03 | Volleyball European CEV Cup                                   | Q: Vegyesz Kazincbarcika                                                                                        | Q: 1:3, 3:2                                                                      | nicht erreicht  |
| 2003/04 | Volleyball European CEV Cup                                   | Q: Stade Poitevin Poitiers                                                                                      | Q: 0:3, 1:3                                                                      | nicht erreicht  |
| 2004/05 | Volleyball European CEV Cup                                   | Q: Turnier 1 (Lausanne): Lausanne UC Bayer Wuppertal Metallurg Zhlobin                                          | Q: Turnier 1: 2. Platz                                                           | nicht erreicht  |
| 2005/06 | Volleyball European Top Teams Cup                             | R1: Marienlyst Odense Q: Gruppe 3: Copra Piacenza Mladost Zagreb Esmoriz GC                                     | R1: 3:0, 3:0 Q: Gruppe 3: 4. Platz                                               | nicht erreicht  |
| 2006/07 | Volleyball European Top Teams Cup                             | Q: Gruppe 4: Cimone Modena OK Maribor Omonia Nicosia                                                            | Q: Gruppe 4: 4. Platz                                                            | nicht erreicht  |
| 2007/08 | Volleyball European Challenge Cup                             | R2: Generali Haching Unterhaching 1/16: TV Amriswil 1/8: Ortec Rotterdam Nesselande                             | R2: 3:1, 1:3, GS: 14:16 1/16: 3:1, 3:2 1/8: 1:3, 1:3                             | nicht erreicht  |
| 2008/09 | Volleyball European Challenge Cup                             | R2: Chênois Genève 1/16: TV Amriswil                                                                            | R2: 3:0, 2:3 1/16: 0:3, 3:1                                                      | nicht erreicht  |
| 2009/10 | Volleyball European Challenge Cup                             | R2: Știința Explorări Baia Mare 1/16: Isku Tampere 1/8: Euphony Asse-Lennik                                     | R2: 3:0, 3:0 1/16: 3:0, 3:1 1/8: 1:3, 2:3                                        | nicht erreicht  |
| 2010/11 | Volleyball European Challenge Cup                             | R2: Mladost Marina Kastela 1/16: Kakanj Kakanj 1/8: Nis Vojvodina Novi Sad 1/4: Prefaxis Menen 1/2: Arkas Izmir | R2: 3:0, 3:1 1/16: 3:0, 3:2 1/8: 3:1, 3:1 1/4: 3:0, 0:3, GS: 15:13 1/2: 3:2, 0:3 | nicht erreicht  |
| 2011/12 | Volleyball European CEV Cup Volleyball European Challenge Cup | 1/16: AS Cannes 1/16: Stroitel Minsk                                                                            | 1/16: 1:3, 3:1, GS: 7:15 1/16: 3:2, 3:0                                          | nicht erreicht  |
| 2012/13 | Volleyball European CEV Cup                                   | 1/16: Kakanj Kakanj 1/8: Calcit Kamnik 1/4: Andreoli Latina                                                     | 1/16: 3:0, 3:0 1/8: 2:3, 3:0 1/4: 3:1, 3:1                                       | nicht erreicht  |
| 2013/14 | Volleyball Champions League                                   | Gruppenphase, Gruppe E Zenit Kazan Lube Banca Marche Macerata Lokomotiv Novosibirsk                             | Gruppe E 4. Platz                                                                | nicht erreicht  |
| 2014/15 | Volleyball Champions League                                   | Gruppenphase, Gruppe D Zenit Kazan VfB Friedrichshafen Olympiacos Piraeus                                       | Gruppe D 3. Platz                                                                | nicht erreicht  |
| 2015/16 | Volleyball European Clubs CEV Cup                             | 1/16: Hurrikaani-Loimaa 1/8: AS Cannes                                                                          | 1/16: 3:1, 2:3 1/8: 0:3, 0:3                                                     | nicht erreicht  |
| 2016/17 | Volleyball European Clubs CEV Cup                             | 1/16: Arago de Sète                                                                                             | 1/16: 3:1, 0:3                                                                   | nicht erreicht  |
| 2017/18 | Volleyball Champions League Volleyball European Clubs CEV Cup | Q3: Fenerbahce SK Istanbul 1/16: Jedinstvo Bijelo Polje 1/8: Lindemans Aalst                                    | Q3: 0:3, 0:3 1/16: 3:0, 3:0 1/8: 1:3, 0:3                                        | nicht erreicht  |
| 2018/19 | Volleyball Champions League Volleyball European Clubs CEV Cup | Q1: Abiant Lycurgus Groningen Q2: United Volleys Frankfurt 1/16: Dukla Liberec                                  | Q1: 3:1, 2:3 Q2: 0:3, 3:2 1/16: 1:3, 1:3                                         | nicht erreicht  |
| 2019/20 | Volleyball Champions League Volleyball European Clubs CEV Cup | Q2: HAOK Mladost Zagreb 1/16: VK Ostrava                                                                        | Q2: 3:1, 1:3, 1:0 1/16                                                           |                 |
| Legende: Q: = Qualifikation, R = Runde, CR: = Challenge Runde, 1/16: = Sechzehntelfinale, 1/8: = Achtelfinale, 1/4: = Viertelfinale, 1/2: = Halbfinale, P3: = Spiel um Platz 3, F: = Finale; GS = Golden Set |                                                               | |                                                                                  |                 |

Mit einem vierten Platz in der Meisterschaft qualifizierten sich die Südkärntner für den CEV Cup 1997/98, bei dem sie in der ersten Qualifikationsrunde den bosnischen Verein Bosna Kalesija überstanden und in der Qualifikationsgruppe mit Slavia Sofia, Ribnica Kraljevo und Strumica Strumica den vierten Platz belegten und ausschieden. Im Challenge Cup 2010/11 bezwang der Verein Mladost Marina Kastela, Kakanj Kakanj, Nis Vojvodina Novi Sad und Prefaxis Menen und spielte erstmals in einem Halbfinale in einem europäischen Bewerb gegen Arkas İzmir aus der Türkei, bei dem sie das Hinspiel zwar mit 3:2 gewannen, das Rückspiel wurde mit 0:3 eindeutig verloren und qualifizierten somit nicht für das Finale. In der Saison 2013/14 spielten sie erstmals in der Champions League.

## Spielstätte

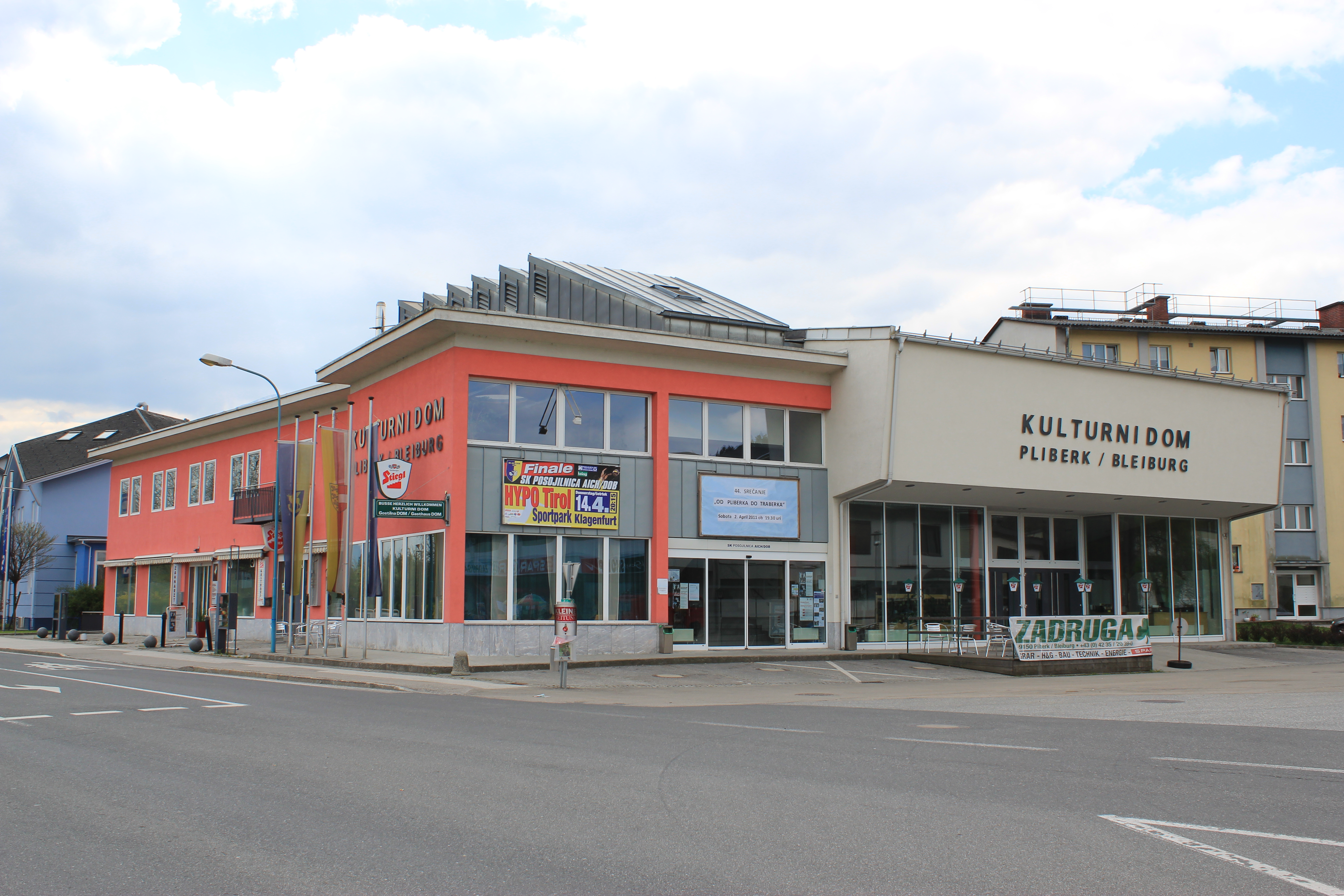
Spielstätte bis 1991

Anfangs spielte der Verein im slowenischen Kulturhaus in Bleiburg. Nach dem Aufstieg in die 1. Bundesliga war die dortige Halle zu niedrig und der Verein trug seine Heimspiele im slowenischen Prevalje aus. Die dortige Halle war für das AVL-Finale 2011 nicht hoch genug und dieses musste in Klagenfurt gespielt werden. Zum Saisonbeginn 2012 konnte eine neugebaute Halle in Bleiburg bezogen werden.

## Erfolge
National
- 3 × Österreichischer Meister: 2013, 2018, 2019

International
- 1 × MEVZA Sieger: 2018
- 3 × MEVZA Finalist: 2013. 2014. 2015
- 1 × Halbfinale Volleyball European Challenge Cup: 2010/11
- 2 × Achtelfinale der Volleyball Champions League: 2015/16, 2017/18